# Боначич, Дуе
Дуе Боначич (хорв. Дује Боначић / Duje Bonačić; 10 апреля 1929[…], Сплит — 24 января 2020, Сплит) — югославский гребец, выступавший за сборную Югославии по академической гребле в начале 1950-х годов. Чемпион летних Олимпийских игр в Хельсинки.

## Биография
Дуе Боначич родился 10 апреля 1929 года в Сплите, Югославия. Его отец — хорват, а мать — словенка. По матери приходится племянником известному гимнасту Борису Грегорке. Имел старшего брата Войко и сестру Невенку.
В молодости пробовал себя в разных видах спорта: плавании, водном поло, парусном спорте, гандболе, лёгкой атлетике. В конечном счёте пришёл в академическую греблю, поскольку был худощавым и хотел накачать мышцы — при росте в 183 см весил всего 56 кг. Проходил подготовку в хорватском гребном клубе «Гусар» в Сплите.
Наивысшего успеха в своей спортивной карьере добился в сезоне 1952 года, когда вошёл в состав югославской национальной сборной и удостоился права защищать честь страны на летних Олимпийских играх в Хельсинки. Вместе со своими соотечественниками Велимиром Валентой, Мате Трояновичем и Петаром Шегвичем не считался фаворитом в программе распашных безрульных четвёрок, но югославские спортсмены показывали неожиданно высокие результаты на предварительных этапах и в финальном заезде превзошли всех своих соперников, в том числе почти на три секунды опередили шедший вторым экипаж из Франции. Это была первая олимпийская медаль в истории югославской гребли (единственное олимпийское золото Югославии в гребле). По итогам сезона загребская газета «Спортивные новости» признала гребцов лучшими спортсменами Хорватии, присудив им соответствующую премию.
Вскоре после хельсинкской Олимпиады Боначич получил учёную степень в области географии и отошёл от активной соревновательной практики. В течение многих лет занимался преподаванием географии, океанологии и метеорологии в морских школах Хорватии, проявил себя как спортивный администратор, тренер по академической гребле и парусному спорту, участвовал в соревнованиях в качестве судьи.
После смерти футболиста Желько Чайковского 11 ноября 2016 года стал старейшим хорватским олимпийским призёром из ныне живущих.
Умер в результате непродолжительной болезни 24 января 2020 года в Сплите в возрасте 90 лет.